# Sant Mateu del Sinaí
El Monestir de Sant Mateu del Sinaí (Aghios Matthai) és un edifici religiós de Creta a la ciutat de Càndia o Heràkleion, que allotja una col·lecció d'icones de l'escola de Creta. Entre les icones principals: Sant Simón Theodochos (segle xvi), Sant Phanourios (1688, del pintor Joan, monjo de Kolyva), Sant Pareaskeve (segle XVII), Verge Immaculada (1780, pintada per Víctor), Profeta Elies (pintada per Georgios Kydoniates el 1752), Crucifixió (pintada per Georgios Kastrophylax el 1752), Sant Tit i els deu màrtirs (pintada per Ioannis Kornaros el 1773), Sant Charalampos (del mateix pintor i any), El lament (de 1753), i Sant Joan el precursor (segle xvii).